# QNB Group
Qatar National Bank QPSC (QNB) (árabe : بنك قطر الوطني) é um banco comercial Qatari com sede em Doha, no Catar. O QNB Group cresceu constantemente para ser o maior banco do Qatar e a maior instituição financeira da região do Oriente Médio e da África. Foi fundada em 1964 e atualmente tem subsidiárias e associados em 31 países que abrangem 3 continentes. A propriedade do banco é dividida uniformemente entre a Autoridade de Investimento do Qatar e os membros do público. Em 2016, o QNB Group adquiriu 99,8% do banco Finansbank por 2,7 bilhões de euros.

## História
O QNB foi fundado em 6 de junho de 1964 como o primeiro banco comercial do país. Tinha 35 funcionários em seu primeiro ano e inicialmente foi sediada em um prédio governamental na capital do Qatar, Doha. As duas moedas em circulação na época eram a rupia indiana e a libra britânica. À medida que a população do Qatar continuou a aumentar ao longo do século, a QNB começou a estabelecer sucursais em outras partes do país.

Em 1974, os primeiros ramos fora de Doha foram abertos em Al Khor e Mesaieed . O banco instalou seus primeiros caixas eletrônicos em 1988 em suas agências de Doha e, no ano em curso, introduziu cartões VISA para seus clientes. Até 2015, havia estabelecido 76 agências no Qatar.